# يان بانينج
يان بانينج (بالهولندية: Jan Banning)‏ هو مصور هولندي، ولد في 4 مايو 1954 في ألميلو في هولندا.

## وصلات خارجية
- الموقع الرسمي